# Смерть в Византии

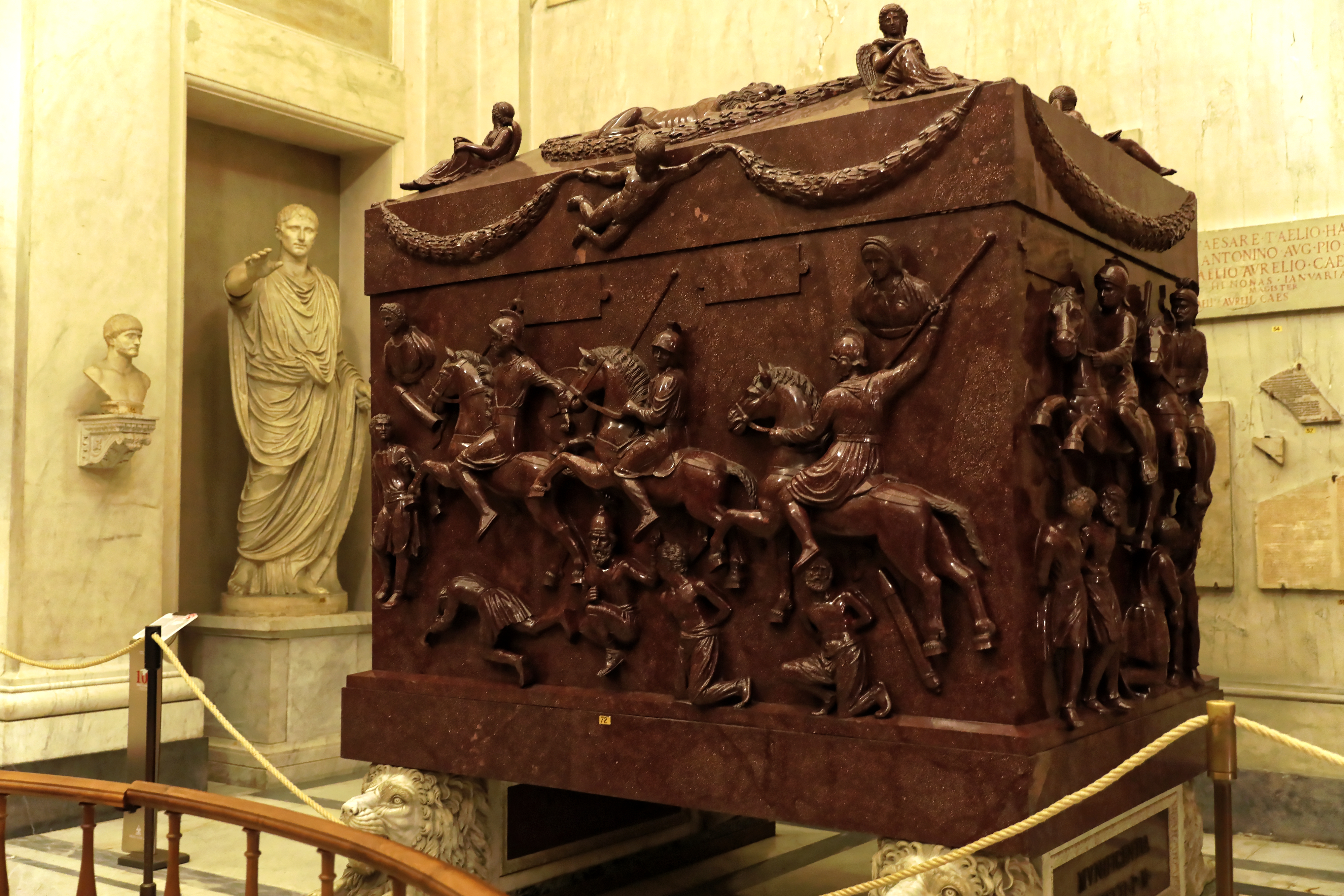
Саркофаг святой Елены, IV век, музей Пио-Клементино

Смерть в Византии, как правило, избегали упоминать напрямую, предпочитая использовать различные эвфемизмы, такие как «отделение», «уход», «расплата по долгам». Византийские танатологические представления восходят к античной философии, в которой смерть представляется как отделение души от тела. В соответствии с христианской эсхатологией предполагалось, что отделение является временным и в конце времён душа воссоединится с телом. Византийцы полагали, что смерть происходила по велению Бога, посылавшего для исполнения своей воли ангела. Относительно того, предопределён ли час смерти, существовали различные мнения, но считалось, что только святые могут его знать заранее. Посмертное бытие начиналось с того, что голая и бесполая душа выходила из тела через рот, чтобы в сопровождении ангела начать сорокадневное странствие, проходя через мытарства, в ходе которых демоны взвешивают её грехи. В конце пути душа получает возможность увидеть ад и рай в качестве одного из возможных мест ожидания Страшного суда. Учение о переселении душ в Византии полностью отрицалось. Как и в философии неоплатонизма, в восточном христианстве смерть рассматривается как освобождение для новой жизни, и Отцы Церкви Василий Великий и Иоанн Златоуст не одобряли излишнюю скорбь по умершим.
Византийские обряды, совершаемые в связи со смертью и погребением, и представления о загробной жизни в значительной степени основываются на дохристианских представлениях и обычаях. Языческая вера в совершаемое душой перед смертью путешествие, для которого необходимы некоторые материальные пособия и сопровождающий-психопомп, претерпели внешнюю трансформацию у раннехристианских богословов. Роль психопомпов начали выполнять ангелы, а даваемого мёртвому виатикума — таинство елеосвящения. Многие византийцы принимали предсмертный постриг в надежде тем самым повысить свои шансы на спасение. Обычай приготовления особого поминального блюда также восходит к языческим традициям устроения трапезы родственниками на могиле усопшего. На Западе он был отвергнут как предрассудок, но сохранился в византийской церкви. Коливо полагалось раздавать в определённые дни после смерти (3-й, 7-й или 9-й, 30-й или 40-й) вместе с чтением соответствующих молитв, поскольку считалось, что в эти дни душа проходит значимые этапы на своём пути к Богу. Покойных также поминали в годовщину их смерти и в воскресенье перед неделей о Страшном суде. Византийцы верили, что на судьбу души можно повлиять молитвами и пожертвованиями церквям и монастырям.

## Загробная жизнь в Византии

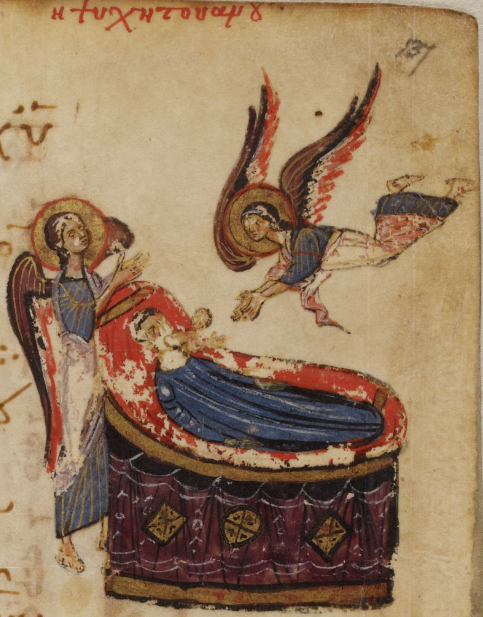
Отделение души от тела, Псалтырь Феодора, fol. 137r. Рукопись из собрания Британского музея, 1066 год.

Византийцы определённо верили в то, что смерть не является концом. В то же время, они полагали, что существование души вне тела является скорее предметом мистического опыта, чем богословских исследований. Большинство раннехристианских авторов было согласно с тем, что смерть состоит в отделении сознательной души от материального тела, и верующие надеялись дождаться конца света в комфортном месте, «лоне Авраамовом» или ином подобном, затем воскреснуть во плоти и увидеть триумф Христа. Позиция византийской церкви по эсхатологическим вопросам соответствовала православной догме и практически не оставляла пространства для толкований. Никео-Цареградский Символ веры содержал догмат об ожидании воскресения из мёртвых и будущей жизни. В то, что воскресение будет телесным, а не духовным, верили христианские богословы начиная с Ипполита Римского (II—III века). В VIII веке один из Отцов Церкви Иоанн Дамаскин в своих «Священных параллелях» в главе «О времени смерти» утверждал, что души ожидают в загробном мире определённого Богом времени, когда воскреснут все, но не путём воплощения душ, а телесно. В силу местной специфики значительное внимание вопросу о телесном воскресении уделяли в Египте. Несмотря на осуждение обычая мумификации со стороны таких видных богословов как Шенуте и Августин Гиппонский, многие египтяне желали, чтобы их тела сохранялись для большей гарантии воскресения в надёжной могиле.
В отсутствие точных догматических определений византийцы проявляли значительную озабоченность вопросом о том, в какой именно форме произойдёт телесное воскресение и смогут ли после него узнать друг друга родственники и друзья. Проблема «опознания родственных душ» (греч. κοινος αναγνωρισμος) возникала в качестве реакции на дуалистические учения, принижавшие роль материального мира. В Византии, с существенно осязательным характером её литургических традиций, включая иконопочитание, господствовало представление о непрерывности материального существования после смерти и до воскресения. Богослов VII века Андрей Кесарийский называл глупостью идею, что воскресшее тело будет лишено своих органов, с помощью которых человек прославлял Бога при жизни, и половой принадлежности. В конце VIII века «ангелоподобность» и неузнаваемость воскресших тел осуждал как оригенистскую ересь монах Феодор Студит. Иной ответ на тот же вопрос дал в XII веке историк и богослов Михаил Глика. По его мнению, прижизненное разделение полов стало результатом утраты первичного бесполого «ангельского» состояния, к которому в конце концов надлежит вернуться.
С окончанием Тёмных веков и возрождением интереса к античным философским теориям, византийские мыслители снова начали интересоваться как предметом критики проблемой переселения душ. Во второй половине IX века патриарх Фотий опровергал учение неоплатоника Гиерокла Александрийского, связывавшего душу с божественным предопределением. Осуждённые церковью в 1082 году взгляды на метемпсихоз философа Иоанна Итала могут быть реконструированы только приблизительно. Соответствующий анафематизм был включён в православный Синодик и направлен против тех, кто предпочитает «глупую внешних философов так называемую мудрость, и следующим за их наставниками, и принимающим перевоплощение человеческих душ или что они, подобно бессловесным животным, погибают и переходят в ничто и вследствие этого отрицающим воскресение, суд и конечное воздаяние за жизнь». Как отмечал комментатор Синодика Ж. Гийяр, анафема в такой формулировке содержит очевидное противоречие, поскольку платоновская доктрина о переселении душ несовместима с теорией Аристотеля о разрушении души после смерти. Соответственно, невозможно обвинять кого-либо в следовании обоим подходам. Согласно Периклу Иоанну (Périclès-Pierre Joannou), на самом деле Итал с помощью логических аргументов доказывал, что душа, хотя и продолжает существовать после смерти, не продолжает своё развитие бесконечно, а ограничена суждением Бога о себе. Теория Итала была попыткой скорректировать учение Григория Нисского о бесконечном движении души к союзу с Богом, которое философ считал не вытекающим из предположения о конечности времени божественного суда.
В поздний период идея переселения душ перестала, видимо, интересовать образованных византийцев, за единственным исключением философа XV века Гемиста Плифона. Последний раз византийские богословы обратились к теме загробной жизни вследствие споров с католиками на Ферраро-Флорентийском соборе в 1438—1439 годах. Участник споров с латинянами о чистилище епископ Марк Эфесский сформулировал позицию византийской церкви следующим образом: существует три категории душ, из которых первые находятся в Гадесе и не имеют шансов на спасение, другие уже получают божественную благодать, то есть святые, и прочие, которые находятся в середине. Последние — это «средние» люди, которые умерли в христианской вере, но с незначительными грехами, в которых не успели покаяться, или с большими, в которых покаялись, но не успели проявить «плоды раскаяния».

## Развитие представлений о судьбе души

### Истоки учения о посмертном воздаянии
По мнению немецкого византиниста Ханса-Георга Бека, представления о загробном мире лучше всего позволяют понять религиозно-обусловленный менталитет византийцев. Тема загробной жизни отражена преимущественно в литературе религиозного характера — житиях, проповедях и в литургических руководствах. Последних относительно немного — Псевдо-Дионисия Ареопагита (VI век) и Симеона Солунского (XV век). С начала 1980-х годов активизировались исследования византийских «моральных» апокалипсисов, которым по ряду причин ранее не уделялось серьёзного внимания. С одной стороны, среди исследователей византийской литературы господствовало представление о них как о «низком жанре», с другой — чрезвычайно обширная рукописная традиция не позволяла осуществить каноническое издание текстов. Прорывом стала статья Эвелины Патлажан «Byzance et son autre monde. Observations sur quelques récits» (1981), в которой впервые была показана важность апокрифических, в том числе апокалиптических, текстов для понимания религиозной культуры своего времени. Возникающие сомнения в том, что религиозная литература отражает ментальность широких слоёв общества, а не только лишь концепции отдельных богословов, Бек предлагает решать путём обращения к текстам, которые, по его мнению, отражают эсхатологические представления народных масс. Соответственно, свой анализ он построил на основе описаний датируемого приблизительно X веком эпоса Дигенис Акрит.
Многие элементы христианских представлений о загробной жизни, такие как частный суд, чистилище как промежуточное состояние души в ожидании Страшного суда, надежда на воздаяние пороку и добродетели, восходят к иудейской апокалиптической традиции. Наиболее важным текстом здесь является Книга Еноха, в самой древней части которой — датируемой III веком до н. э. «Книге стражей», — приводится описание временных мест содержания душ, ожидающих суда. Согласно книге, души содержатся в четырёх глубоких полостях (др.-греч. κοιλώματα), разделённые по степени праведности. Возможность такого разделения предполагает предварительно проведённую классификацию умерших, то есть может рассматриваться как разновидность частного суда. В «Книге Еноха» описываются также огненная тюрьма для падших ангелов и долина для навеки проклятых, трансформировавшиеся позднее в христианский ад. В Апокалипсисе Софонии идея частного суда излагается более подробно. Составленный в Египте на рубеже I тысячелетия текст повествует о видении, в котором пророку Софонии были показаны ангелы, записывающие в свитки добрые и злые дела людей. В зависимости от того, какие дела перевешивают, душа отправляется либо к праведникам, либо в Гадес. Ветхозаветные апокалипсисы были известны не только раннехристианским авторам, но и гораздо позднее в Византии. Выписки из «Книги Еноха» приводит в своей хронике Георгий Синкелл, а «Апокалипсис Софонии» использовал в своём историческом труде патриарх Никифор (ум. 828).
Всеобъемлющую картину загробного воздаяния за грехи и праведность рисует датируемый III—IV веками Апокалипсис Павла, опирающийся как на иудейскую традицию, так и на более ранний Апокалипсис Петра. Он сохранился в нескольких редакциях, и более подробная латинская включает все элементы, ставшие позднее каноническими: явление после смерти мрачного и весёлого ангелов, предъявление умершему его деяний; перемещение ангелом души по загробному миру и демонстрация различных картин по ходу движения; присутствие души перед Богом для суда; ад как место для наказания грешников и разнообразные приятные глазу местности для размещения праведников. Также из Апокалипсиса следует, что судьба человека предрешена на его смертном одре, когда к нему является тот или иной ангел, либо предопределена ещё ранее, поскольку имена праведников начертаны на таблицах перед райскими вратами. Степень знакомства византийцев с Апокалипсисом Павла не очень хорошо изучена, но на нём основывались два популярных в средневизантийский период текста, Апокалипсис Богородицы и Апокалипсис Анастасии. Их особенностью, долгое время препятствовавшей научному изучению, является отсутствие канонических вариантов текста. Многочисленные редакции данных апокалипсисов содержат существенные отличия в описаниях загробного мира и в перечне грехов, подлежащих наказанию.

### Частный суд

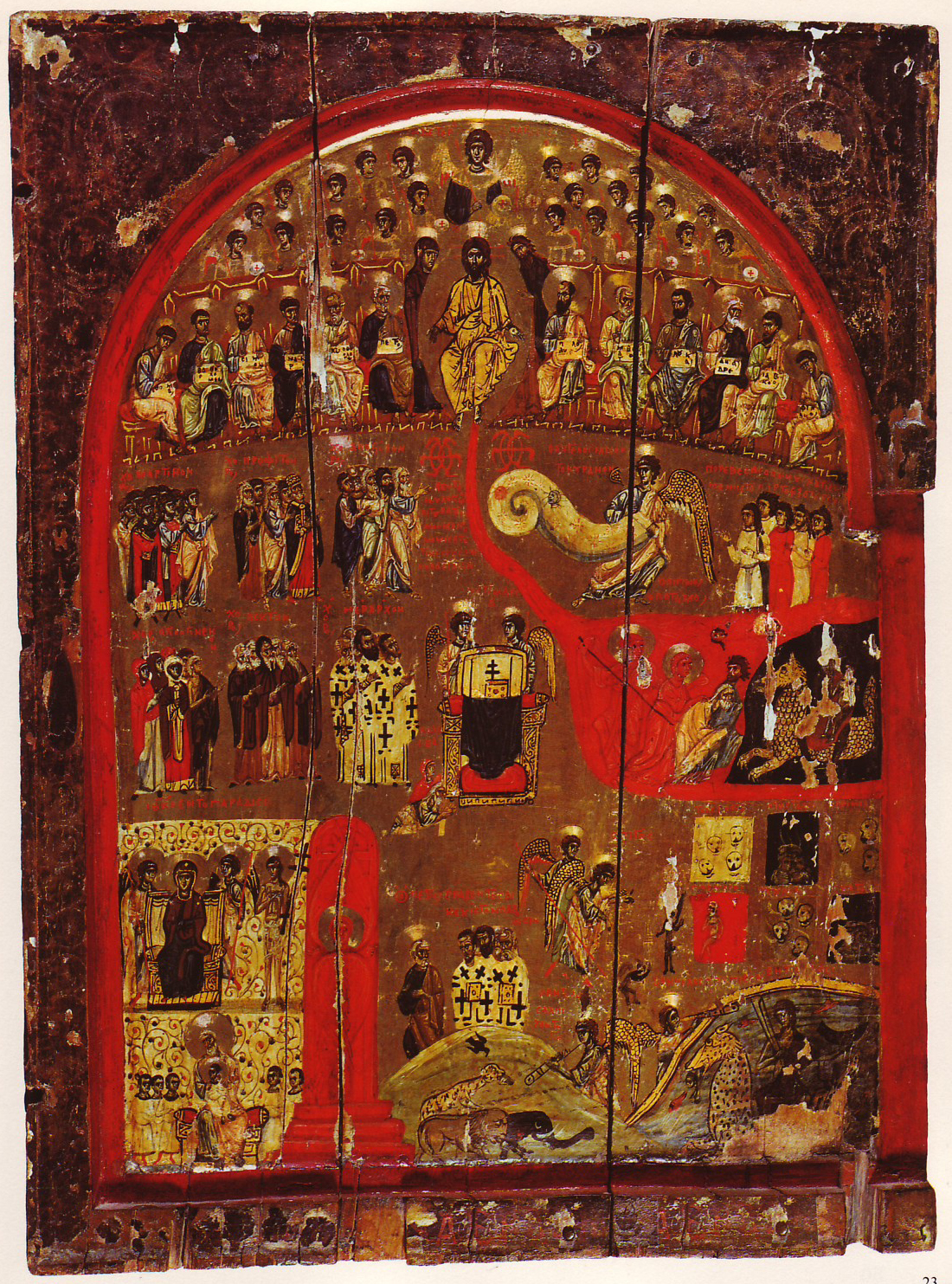
Икона «Страшный суд». В нижней части изображён рай. XII век (монастырь св. Екатерины, Синай).

Распространённым мотивом изобразительного оформления храмов являются сцены Страшного суда, а в житийной литературе — сцены встречи отделившейся от тела души со своими прижизненными мыслями, словами и делами. Критическое переосмысление и анализ поступков в житийной литературе часто описывались как наказание, осуществляемое злыми демонами по результатам судебного заседания, в котором роль адвокатов исполняют ангелы. Суд выносил приговор, и подразумевалось, что на него можно повлиять не только при жизни, но и после смерти. Такие верования никогда не были одобрены церковью Византии, в которой не было аналога принятого на Западе учения о чистилище. В отличие от Страшного суда, в ходе которого должна решиться судьба всех людей, частный суд касался судьбы отдельного человека и вершился непосредственно после смерти. В православной эсхатологии предполагалось, что после него души праведников и грешников находятся в раю и аду, соответственно, не достигая ни совершенного блаженства, ни совершенного мучения. Рассмотренная в историческом контексте, озабоченность византийцев жизнью после смерти функционировала как своего рода коллективная, социетальная эпистемология, то есть являлась средством самоопределения, формирующим и выражающим образ сообщества о самом себе. Во время политического кризиса, например, интерес к воскрешению мог выражать надежду на возрождение и восстановление национальной жизни.
В период Поздней Античности существовал широкий спектр мнений относительно частного суда, но большинство можно отнести к одной из двух категорий по локализации основных событий — либо на смертном одре, либо после вознесения. «Воздушный» сценарий впервые встречается в III веке у Оригена, толковавшего Ин. 14:30 как указание на существование демонов, проверяющих на границе мира, нет ли у души чего-нибудь, принадлежащего им. Употреблённое богословом слово др.-греч. τελώνας имело значение откупщика или же сборщика налогов, отсылая, таким образом, к хорошо известным из повседневной жизни реалиям. В такой терминологии бесы понимались как мытари, а места общения с ними как мытарства. Значительные сходства в версии Оригена и Апокалипсиса Павла указывают на существование более древней традиции, возможно египетского происхождения. Разнообразные подробности о воздушном суде приводятся в житии александрийского патриарха VII века Иоанна Милостивого, любившего, как сообщает его биограф, рассуждать о выходе души из тела во время периодов голода или чумы. Тем, кто приходил к нему с гордым видом, Иоанн рассказывал о мытарствах, доводя пришедших до слёз. Апокалипсис Павла содержит также описание своего рода суда у ложа умирающего, однако без подробностей. В житии Иоанна Милостивого приводится рассказ о взвешивании деяний умирающего сборщика налогов, все прегрешения которого перевешиваются единственным куском хлеба, отданным нищему. Возможно, сюжет с весами также имеет египетское происхождение и восходит к «Книге мёртвых», где бог Анубис взвешивает сердца умерших; по результатам измерения душа либо двигалась дальше, либо уничтожалась. Концепция сопоставления «веса» деяний неоднократно встречается в Ветхом Завете, у раннехристианских авторов и в житийной литературе. Согласно монаху Анастасию Синаиту (VII век), демоны дополнительно давят на чашу со злыми деяниями, но, как разъясняет его младший современник Иоанн Дамаскин, при небольшом перевесе в сторону зла Бог оказывает своё благоволение. Иной вариант предсмертного суда, с возможностью умирающего оправдаться за свои поступки, приводится в сочинении Иоанна Лествичника (Глава 7, «О радостотворном плаче»).
Идея об остановках, на которых душу испытывают бесы в различных пороках и взимают дань, в полной мере раскрывается в видении Василия Нового о хождении Феодоры по воздушным мытарствам (середина X века). Согласно Василию, душа умершего проходит через 22 ступени, на каждой из которых сообщает информацию о совершённых при жизни добрых и злых делах. В зависимости от баланса деяний, душа отправляется на небеса или в ад, однако исход может быть изменён заступничеством святого. В ходе воображаемого путешествия ангелы объясняют Феодоре суть мытарств и факторы, влияющие на посмертную судьбу. В частности, количество записанных у бесов грехов может быть уменьшено, если покаяться духовному отцу, выполнить назначенное им покаяние и получить от него прощение. Тексты, написанные позднее «Жития Василия Нового», преимущественно опираются на историю Феодоры. Таково, например, составленное в начале XI века житие вымышленного архиепископа Константинопольского Нифона, в котором излагается сходный взгляд на организацию мытарств. Из более поздних произведений представляет интерес «Диоптра» Филиппа Монотропа (1095), в одной из своих стихотворных глав излагающая всё течение загробной жизни от момента смерти до Страшного суда. Рассказ Монотропа в основных моментах соответствует «Житию Василия Нового», но не ссылается на него непосредственно и восходит, вероятно, к более древней традиции. Итогом многовековых размышлений византийцев о посмертном воздаянии стали «Богословские главы» Михаила Глики, обосновавшего борьбу ангелов и демонов за душу умирающего ссылками на Библию и Священное Предание, избежав упоминания о мытарствах и процедуре взвешивания деяний. После Глики дискуссия о частном суде практически прекратилась — возможно, как результат знакомства с католической концепцией чистилища.

### Местопребывание души
По завершении частного суда души праведников и грешников отправлялись в рай и ад, соответственно. В византийском богословии существовали различные обозначения ада, не являвшиеся полностью синонимичными: классическое греческое Аид (др.-греч. ᾍδης, так же Гадес) было передано в Септуагинте как шеол и понималось как местопребывание всех мёртвых; новозаветная геенна (др.-греч. γέεννα) имела смысл места вечного огненного наказания. Среди ранневизантийских авторов не было единства относительно географии загробного мира. В IV веке Григорий Нисский, передавая слова своей умирающей сестры, утверждал, что Гадес является не физическим местом, а состоянием души, опровергая тем самым устаревшую вертикальную стратификацию загробного мира. Наиболее влиятельным изложением данного предмета в Византии был созданный в конце VII—начале VIII века сборнике вопросов и ответов «Quaestiones ad Antiochum ducem» («Ответы на вопросы князя Антиоха») псевдо-Афанасия. Согласно ему, души святых и праведников отправляются в рай, тогда как души грешников — в Гадес, но в обоих случаях они испытывают лишь предвкушение того, что им уготовано после Страшного суда. В дальнейшем подход псевдо-Афанасия являлся господствующим, и в конце IX века патриарх Фотий доказывал, что рай это не то же самое, что Царствие Божие, чьи достоинства существенно выше. Аналогичным образом во второй половине XI века архиепископ Феофилакт Охридский в своём толковании на Лк. 23:39—43 утверждал, что благоразумный разбойник вошёл в рай как место духовного отдохновения, но не в Царствие Небесное. Среди альтернативных точек зрения наиболее существенны высказывания монаха Никиты Стифата, утверждавшего, что после Адама рай был закрыт за ненадобностью. Согласно Стифату, воссоединение душ святых и праведников пред ликом Троицы в Царствие Небесном подобно встрече старых друзей, то же самое относится к душам грешников, встречающихся со своим тёмным повелителем в Гадесе. Таким образом, Стифат рассматривает загробную жизнь как продолжение земной. Не видит он и необходимости в частном суде, поскольку направленность деяний человека самоочевидна.
Проблемы пространственной локализации, достижимости и топологии загробного мира решаются в источниках по-разному. В видении Василия Нового Феодора и её спутники на пути к раю преодолевают водное, воздушное и два облачных пространства. По прибытии Феодора видит трон Божий и пасторальный пейзаж с разнообразными жилищами святых. Жилища подобны дворцам, а их внешний вид зависит от категории, к которой принадлежит праведник (пророки, мученики, святые и т. д.). Наиболее привлекательно выглядит лоно Авраамово, являющееся резиденцией двенадцати патриархов и душ крещёных младенцев. Две последние местности и образуют рай. Единого канона описания рая не было, и другие авторы выделяли иных библейских персонажей. В апокалипсисах Богородицы и Анастасии протагонисты путешествуют к западу, югу или налево от рая, а единственным проявлением вертикального аспекта является расположенный в небесах трон. Таким образом, ад не находится под землёй и является частью небесного пространства, а грешники не отделяются полностью от власти Бога. Зоны наказания грешников и вознаграждения праведников в апокалипсисах имеют сложную структуру. По мнению историка Джейн Баун (Jane Baun), подробно исследовавшей указанные апокалипсисы, выделение определённых видов прегрешений (прелюбодеяние, ростовщичество, подслушивание, нечестная торговля и т. п.), для которых предназначены специфические наказания, отражало моральные запросы сельской общины, определяя паттерны праведного поведения.

## Погребальные ритуалы

### Преемственность погребальных традиций
Разнообразные погребальные ритуалы на территории Греции существовали уже в Крито-микенский период. Поминки (др.-греч. πρόθεσις) начинались практически в момент смерти и носили характер публичного мероприятия. После принятия ограничительных законов в VI—V веках до н. э. поминки переместились внутрь дома или во внутренний двор. Глаза и рот покойного закрывал ближайший родственник, затем тело обмывалось, умащивалось и одевалось, как правило в белые одежды, женщинами дома. Затем тело помещали в гроб ногами в сторону выхода. На этой стадии голова покойного оставалась непокрытой и увенчивалась лавровым венком. Детали начинавшегося затем оплакивания представлены в многочисленных изображениях на погребальных стелах и керамических вазах. Ритуал включал разнообразную жестикуляцию, причитания женщин, перемещения вокруг гроба и песнопения. Продолжительность поминок варьировалась от 9 дней в случае Гектора до трёх дней, рекомендованных Солоном и ставших обычными в античный период. Дары на могилу приносились на третий, девятый и тридцатый дни, затем на годовщину и в честь некоторых посвящённых мёртвым праздников. Первыми дарами были пряди волос, вино, масло и благовония. Приношения в годовщину были разнообразнее и включали продукты питания, а также коливо (др.-греч. κόλλυβα) из сушёных и свежих фруктов. Приношения никогда не совершались в молчании, сопровождаясь причитаниями плакальщиц.
С распространением христианства языческие погребальные ритуалы не вышли из употребления и фиксируются в разнообразных источниках, от проповедей Отцов Церкви до трактата «О церемониях» императора Константина Багрянородного, и всех слоях общества. Можно утверждать, что в течение всего римского и византийского периода во всём греческом мире существовал стандартный ритуал, состоящий из четырёх этапов: смерть и активности перед погребением; погребальная процессия; деятельность на кладбище и упокоение тела; деятельность после похорон.
В Византийском Египте источником традиции были древнеегипетские погребальные ритуалы, и они также длительное время сосуществовали с христианскими. В результате археологических исследований кладбищ III—VII веков обнаружено множество мумий, однако по сравнению с классическим периодом технология мумификации стала проще. Мумии обнаруживаются не только в языческих, но и христианских захоронениях, в том числе монашеских.

### Простые смертные

#### На смертном одре
Византийцы, как и древние римляне и греки, избегали употреблять слова «смерть» или «умирание», предпочитая разнообразные эвфемизмы. О человеке могли сказать, что он «ушёл», «пропал», «удалился из этого бренного мира» или что его уже больше нет среди нас. Император Константин Багрянородный, по словам историка Льва Диакона, «покинул жизнь и обрел покои в ином мире». Люди «отдавали всеобщий долг», «опустошали колчан отведённой им жизни» или их «срезала ударом сабли смерть», павшие на поле боя солдаты оказывались «брошены ко входу Аида» и «горестно переплывали Ахерон».
Каждый византиец надеялся умереть окружённым своей семьёй, совершив все необходимые церковные таинства. Только святые могли заранее знать час своей смерти и, зная его, заблаговременно подготовиться. Во многих житиях приводятся примеры, подобные тому, как святой VIII века Филарет Милостивый выкупил себе могилу в монастыре, собрал детей и внуков и пообщался с каждым из них. С женой прощается и даёт ей последние напутствия эпический герой Дигенис Акрит. Мучительная смерть Дигениса от люмбаго является кульминацией поэмы, и на материале её пафосного описания Ханс-Георг Бек выдвинул тезис о том, что церковное учение о смерти представлялось византийцам не достаточно убедительным, и в массовом сознании смерть по-прежнему ассоциировалась с подземным миром Аида. Супруга Дигениса молит Бога не о спасении души умирающего, а о его выздоровлении, что, по мнению Бека, не соответствует христианским принципам и, следовательно, её отношение к смерти мало отличается от настроений, которые были распространены в Греции героического периода. В христианскую эпоху присутствовавшие молились и сообщали умирающему своё прощение. Заблаговременно начинались приготовления к похоронам с учётом последней воли умирающего, выбор места захоронения и закупка необходимых материалов. Если было необходимо, составлялось завещание, заверяемое в присутствии свидетелей нотариусом.
Незадолго перед смертью приходил священник для исповедования в грехах и совершения таинства евхаристии, ставшего своего рода аналогом языческого виатикума (др.-греч. ἐφόδιον). Желающие могли принять предсмертный постриг и новое монашеское имя. Особого обряда соборования в Византии не практиковалось. Чинопоследование для умирающих в окончательном виде сложилось только в XIV веке и состояло из открывающего энарксиса, чтения псалма 50 (51), канона, молитвы и завершения. В большинстве рукописей авторство канона приписывается гимнографу Андрею Критскому (ум. 740). В восьми тропарях канона от первого лица рассказывается история умирающего монаха, начиная от приготовления к смерти до момента, когда протагонист оказывается в тёмном Гадесе в ожидании воскресения.
Для большинства византийцев приход священника служил верным признаком близкого конца и сигналом для начала оплакивания. Хотя византийцы молились о мирном окончании своей жизни, по распространённым представлениям душа покидала тело после тяжёлой борьбы (психомахии). Предполагалось, что умирающему являются ужасающие видения ангелов и демонов, оценивающих его предыдущую жизнь. Считалось, что в момент смерти душу взвешивали на весах, и комментировавший в XII веке произведения Гомера Евстафий Солунский называл выражение «лежать на весах Аида» народным синонимом слова «смерть». Церковная живопись позднего периода часто представляет умершего в сопровождении архангела Михаила, исполняющего роль психопомпа. Рассуждения о загробной жизни были, по большей части, прерогативой монахов, которые считались экспертами в эсхатологических вопросах. Общим местом в агиографической литературе является собрание монахов вокруг умирающего брата, рассказывающего о своих предсмертных видениях.

#### Подготовка к погребению
Процедура подготовки тела к погребению мало изменилась со времени античности. Первым делом следовало закрыть глаза и рот покойного. Затем начиналось обмывание тела тёплой водой или же смешанным со специями маслом; также применялись вино, молоко и мёд, вместе или по отдельности. Умащивание происходило во время или после омовения, а при необходимости повторялось во время похорон. Плакальщики намазывали тело ароматизирующими веществами, выбор которых определялся финансовыми возможностями. Таким образом устранялся запах разложения и улучшался внешний вид трупа, а с ритуальной точки зрения умащивание символизировало очищение от грехов. Не претерпел существенных изменений и ритуал наряжания тела. Родственники или их помощники облачали тело в лучшие одежды, предпочтительно белого цвета. При выборе одежды для погребения необходимо было учитывать, что излишняя роскошь могла привлечь грабителей могил. Далее тело заматывали в саван, называемый также лазарома, и его сходство с тканями, применяемыми для пеленания детей, символизировало смерть как рождение к новой жизни. Монахи и духовенство хоронили в соответствующем облачении и с Евангелием в руках, императоров — с регалиями. Иногда, несмотря на возражения христианских богословов, в честь прижизненных побед или иных достижений на голову покойного возлагался венок. Ещё одним обычаем, сохранившимся с римских времён вплоть до нашего времени, является помещение в рот или на тело трупа монеты, «обола Харона», необходимой для оплаты путешествия в загробный мир.
Местоположение тела также определялось обычаем. Непосредственно сразу после смерти, ещё до обмывания, умащивания и одевания, его помещали в носилки или повозку, с помощью которой происходила последующая транспортировка на кладбище. Это могло быть ложе на возвышении или на опорах, либо изготавливавшийся из различных материалов, чаще всего из дерева, гроб. Тело фиксировалось таким же образом, как и в наши дни — в лежачей позе, с прямыми ногами и сложенными на груди руками. Гроб украшали оливковыми, лавровыми либо иными другими ветвями. Нахождение тела в доме позволяло родственникам и всем желающим выразить свою скорбь перед похоронами. Древний обычай выдерживания трехдневной паузы между смертью и похоронами сохранился, но зачастую период оплакивания значительно сокращался, и тело оставалось в доме только одну ночь. На это время дом, стены, окна и двери которого драпировали чёрной тканью, погружался в траур. Во время поминок плакальщикам полагалось класть на тело умершего свои отрезанные волосы.
Идущая от классической древности традиция проявления скорби с вырыванием волос и расцарапыванием кожи ногтями сохранилась, но многие видные раннехристианские богословы не одобряли такие излишние проявления. Как и прочие действия, оплакивание было делом преимущественно женским. Участие женской части прислуги также предполагалось. В начале V века Иоанн Златоуст осуждал погребальные песнопения как богохульство, и не менее восьми его проповедей было направлено против обычая нанимать плакальщиц. Впрочем, осуждалась не собственно скорбь, а её языческие коннотации, и то, что в погребальных процессиях участвовали наёмные плакальщики. С распространением христианства псалмодия на похоронах заменила тренодию, стали устраивать всенощные бдения у тела со свечами.

#### Похороны
Похороны считались обязательным религиозным и общественным долгом по отношению к умершему, и их отсутствие или не подобающее проведение считались проявлением крайнего бесчестия. Военные руководства предписывали полководцам убедиться, что павшие воины погребены. Евстафий Антиохийский в IV веке приводил народную легенду о том, что сокол, видя неупокоенное тело, начинает присыпать его землёй, выражая тем самый универсальный закон природы. В память утонувших в море проводились специальные богослужения (греч. Ψυχοσάββατο, «суббота всех душ»). Отношение к возможности и способу похорон лиц иных конфессий и еретиков также имело свои особенности. Продолжительность и размах похорон зависели от социального статуса покойного, но если в римский период масштабные шествия устраивались в честь аристократов, в византийский период аналогичный размах был более характерен для церковных иерархов. Похороны считались дорогостоящим делом, на котором экономить было не принято. Императоры начиная с Константина Великого пытались регулировать стоимость погребальных услуг, с целью сделать их более доступными для бедняков но, видимо, безуспешно. Зачастую, похороны неимущих оплачивали из благотворительных средств. В случае торжественных похорон, к поющему религиозные гимны хору присоединялись люди, несущие факелы и свечи. Рассказывая о похоронах своей сестры Макрины, Григорий Нисский писал: «впереди шло множество диаконов и прислужников, выстроившихся рядами по обе стороны от носилок и возглавивших процессию; все они держали в руках восковые свечи, и все происходящее напоминало таинственное шествие с созвучным пением псалмов, разносившимся от края до края, подобно пению трёх отроков». Как поясняет Иоанн Златоуст, использование факелов выражает движение души к «истинному свету». Для более поздних периодов описаний похорон известно существенно меньше, но, как и прежде, сохранялась проблема излишней пафосности. Возможны были эксцессы и противоположного рода: в случае смерти должника кредиторы могли воспользоваться его похоронами как последней возможностью взыскать долг с наследников; против подобных нарушений покоя принимались суровые законы.
Вначале тело переносили для погребальной службы в приходскую церковь или кладбищенскую часовню. Гроб, содержащий спелёнанное в саван тело, на плечах родственников вносили в храм и помещали в нартекс, головой к западу. Всё время службы гроб оставался открытым, давая возможность собравшимся в последний раз увидеть лицо покойного и поцеловать его. Служба была призвана подчеркнуть смысл смерти как перехода в место, свободное от боли и скорби. Подробные литургические описания сохранились начиная с X века. Известно несколько десятков погребальных молитв и канонов, используемых в зависимости от категории умершего — выделялись монахи, миряне, дети, духовенство. В молитвах обращались к Христу как единственному судье с просьбой дать отдохновение и прощение. Важное значение в погребальной службе имеют богородичные песнопения. По сравнению с не литургическими источниками, молитвы отражают существенно упрощённое (по выражению Ф. Арьеса — банализированное) представление о судьбе души. Ангелы и демоны как участники споров у ложа умирающего и частного суда в них не упоминаются. Напротив, в не литургических источниках Христос как центральная фигура практически отсутствует.
Когда погребальная процессия достигала места захоронения, пение псалмов прекращалось, чтобы дать возможность в последний раз попрощаться с умершим (др.-греч. τελευταιος ασπασμος). После погребения наступало время произнесения энкомиев и эпитафий. Надписи, наносимые на надгробный камень, варьировались в диапазоне от простого указания имени и дат жизни до стихотворных произведений. Множество таких последних напутствий для своих аристократических друзей составил поэт первой половины XIV века Мануил Фил. Британский историк Маргарет Алексиу полагает, что холодная риторичность формальных выступлений была призвана уравновесить неконтролируемую скорбь народа. Далее тело помещали в могилу, в гробу или без него, часто вместе с различными предметами, принесёнными скорбящими с собой. Керамические черепки со знаком креста предназначались для отпугивания злых духов. Кремация, воспринимаемая как языческий обычай, перестала использоваться христианами с V века, а с 768 года была официально запрещена церковью. На коптских захоронениях в Египте очень часто встречаются «призывы к живым», в которых от лица умершего даются различные напутствия, подчёркивающие бренность земной жизни.

#### Поминки

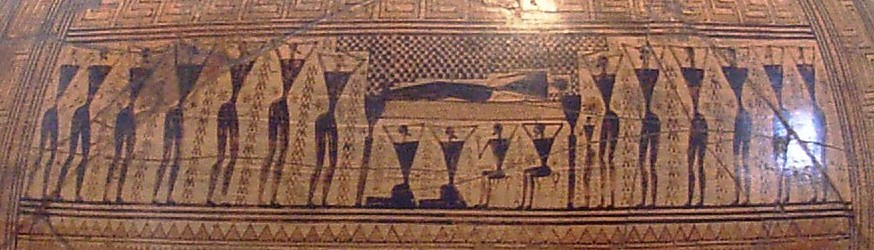
Ритуально поднятые руки во время поминок (протесис), изображение на дипилонской амфоре, VIII в. до н. э.

Вечером дня похорон для родственников, ближайших друзей и представителей церкви устраивался банкет, как и в древности называемый др.-греч. περίδειπνον. Обычаем, против которого Златоуст высказывался особенно резко, было возложение на могилу еды, одежды и зажжённых свечей на третий, девятый и сороковой день после смерти — бедняки могли бы найти им лучшее применение, а богачи отдали бы бедным или церкви. Тем не менее приношения стали восприниматься церковью как приемлемые, после того, как дни получили подходящее христианское объяснение. Нормальным считался траур в течение девяти дней, во время которых супругу или супруге покойного полагалось носить чёрные одежды и допускалось пренебрегать своим внешним видом. Умеренная скорбь, не более года, поощрялась церковью.
Основным этапам в посмертных скитаниях души соответствовали устраиваемые родственниками поминальные мероприятия в особые дни, приблизительно те же (3-й, 9-й и 40-й дни), что и у язычников. Одну из версий объяснения, почему поминки следует устраивать именно в указанные дни, приписывают египетскому аскету IV века Макарию Великому. Согласно его объяснению, три дня (ассоциировавшегося у верующих с воскресения Христа на третий день) душа не покидала знакомых ей при жизни мест, а затем в сопровождении ангела начинала своё движение на небо вместе с ангелом. Далее она до шестого дня осматривает чудеса рая, а затем ещё на три дня спускается в ад. На сороковой день (памятный в честь Моисея) душа представала перед Богом и выслушивала его решение. Такое объяснение не было единственным, и другие авторы видели в указанных памятных датах вехи постепенного разложения тела, процесса, обратного формированию человеческого зародыша. Как считалось, лицо формируется на третий день после зачатия, и потому разрушается на третий день после смерти. Аналогичным образом, подобно тому, как постепенно разрушается тело, душа проходит стадии формирования в «посмертной утробе».

### Смерть императора

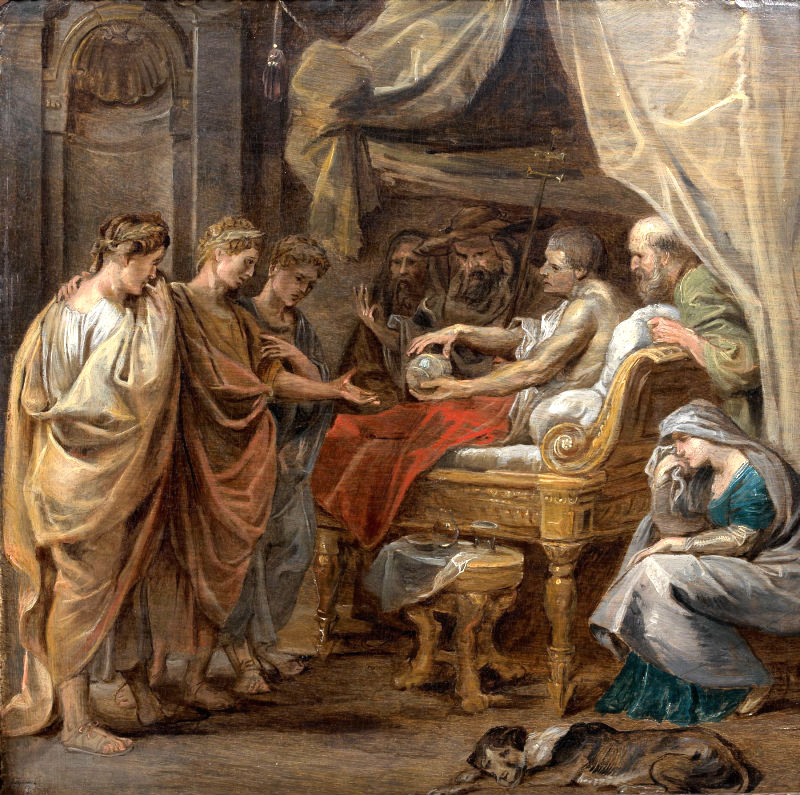
«Смерть Константина», Питер Пауль Рубенс, 1622

Идеологической основой римского императорского погребального ритуала являлась церемония консекрации (лат. consecratio), то есть обожествления императора. Смерть императора порождала две основные проблемы: посмертного статуса усопшего монарха и установление законного наследования. Как отмечает американский историк Сабина МакКормак, проведение церемонии консекрации было одним из немногих способов разрешения возникающих затруднений. Глубоко укоренившись в обществе он, вместе с другими пережитками язычества, сохранился в христианской Византии. Изменение акцента в понимании консекрации произошло в III—IV веках, прежде всего, в период Тетрархии, когда приход императора к власти стал пониматься как указание на его избрание Богом. В такой парадигме отсутствовала необходимость подтверждения божественного статуса и дополнительно обосновывать легитимность наследования власти, и смерть ничего в этом отношении не добавляла. При преемниках Диоклетиана (284—305) понимание консекрации как действия, не требующего человеческого участия, сохранилось. По мнению британского византиниста Патрисии Карлин-Хейтер, смерть императора стала возможностью для народа выразить отношение к человеку, на непродолжительное время олицетворявшему высшую власть. По мнению исследовательницы, императорские похороны существовали в двух принципиально различных формах. Первая, ведущая своё начало с похорон Константина Великого в 337 году представляла торжественный многомесячный ритуал, завершавший упокоением тела покойного императора в церкви Апостолов. Второй, который можно охарактеризовать как «отрицательные похороны», осуществлялся по отношению к свергнутым монархам или побеждённым узурпаторам.
Традиция византийских императорских похорон идёт от Константина Великого, первого правителя Римской империи, похороненного в Константинополе. Торжественная церемония, подробно описанная Евсевием Кесарийским, с одной стороны, следовала известным описаниям похорон Октавиана Августа, Пертинакса и Септимия Севера. С другой стороны, своей продолжительностью она давала возможность сыновьям Константина вернуться в столицу и решить вопрос о разделе власти, не создавая у армии впечатления, что требуется её вмешательства для прекращения безвластия. Наконец, требовалось адаптировать ритуал к новым христианским реалиям. Вероятно, прощание с Константином продолжалось всё время со дня его смерти 22 мая 337 года до объявления его сыновей августами 9 сентября. Место для своего упокоения Константин определил заранее, построив мавзолей и церковь на одном из холмов Константинополя. Согласно Евсевию, Константин предполагал, что «мощи его сподобятся названия апостольских, и желая даже после кончины иметь участие в молитвах, которые в сем храме будут возносится в честь Апостолов». При его сыне Констанции II усыпальница была перестроена как семейный некрополь, и вплоть до Анастасия I в 518 году византийских императоров хоронили там. Ко времени смерти Юстиниана I в 565 году старый мавзолей был заполнен, и возникла необходимость постройки нового погребального комплекса, также в церкви Апостолов. Захоронения в нём осуществлялись до 1028 года, но представители правившей тогда Македонской династии предпочитали построенный Романом Лакапином Мирелейон. После умершего в 1143 году Иоанна II Комнин императоров хоронили в монастыре Пантократора.
Императорские погребальные ритуалы описаны в трактате «О церемониях». Первая их стадия протекала вполне традиционно, начиная с визита священника и совершения последнего причастия и до оплакивания близкими родственниками. После положения тела в гроб начиналась публичная часть, число участников которой постепенно увеличивалось. Наконец, облачённое в полный набор императорских регалий, в золотой тунике и короне, тело в паланкине переносили в Триклиний девятнадцати лож, одно из самых вместительных помещений Большого дворца. Там, под руководством препозита священной опочивальни собиралось духовенство собора Святой Софии и сенаторы. По команде препозита они троекратно скандировали «Иди вперед, император! Император императоров и владыка владык зовёт тебя». Далее тело переносили в другое помещение дворца, Халкею, где совершались обычные обряды. Вновь троекратно произносились слова «Иди вперёд!», после чего под пение псалмов тело относили к месту захоронения. В конце церемонии корона заменялась на специальный головной убор.
Из 94 императоров, правивших в Византии до 1453 года, 36 потеряли власть в результате узурпации или военного поражения. Поскольку традиционно императором считался тот, кто получил власть в результате специальной церемонии, включающей аккламацию представителей армии и народа, а также получение короны из рук патриарха, узурпатору было необходимо обозначить легитимность своей власти каким-то иным способом. Одним из них было совершение оскорбительных действий по отношению к трупам убитых предшественников. Одним из первых таким образом поступил император Юстиниан II, свергнутый в 695 году. Восстановив свою власть 10 лет спустя, он приказал отрубить головы узурпаторам Леонтию и Тиверию, а их трупы выбросить в море. Аналогичным образом с останками Льва V в 820 году поступил пришедший к власти в результате переворота Михаил II Травл. Компромиссным является случай убитого в 869 году Никифора II — его тело, после того, как сутки пролежало выброшенное в снег, было скромно захоронено в церкви Апостолов. В 843 году из усыпальницы Константина были выброшены и развеяны по ветру останки умершего в 775 году императора-иконоборца Константина V, а его саркофаг разрушен и использован для строительства церкви.

## Смерть в бою
Византийские воины постоянно пребывали в готовности к смерти. Один из полководцев называл войну «живописцем смерти», а солдат — вечно упражняющимися в умирании. Военная риторика, малоизученный жанр византийской литературы, раскрывает отношение к гибели на поле боя. Доминирует классический мотив славы храброго воина, тогда как христианская идея небесной награды встречается редко. Полководец конца VI века повторял, что «нет ничего слаще смерти в сражении». Ту же мысль воспроизводит в XII веке роман митрополита Константина Манассии: смерть в бою предпочтительнее смерти на ложе. Подобные авторы помещали загробную жизнь скорее в Елисейские поля, нежели в христианский Рай. Христианские представления о посмертной участи героев возникают редко: например, когда смерть описывается (в русле античной традиции) как краткий сон перед грядущим днём либо когда ангелы собирают души павших. Император Лев VI в своей «Тактике» прямо говорит о героях, отличившихся в битвах за христиан, приближаясь к идее Никифора Фоки, объявлявшего павших солдат мучениками. Однако сохранилось лишь одно свидетельство о совершении литургии по убитым в бою.
Героический воин редко изображался как образец. Исключением служит рассказ Феофилакта Симокатты о солдате, умирающем от множества невынутых стрел. Раненый, доставленный в лагерь, отказывался умирать, пока не узнал о победе византийцев. Услышав подтверждение, он велел вынуть стрелы и скончался. Риторические источники много говорят о заботе императора и военачальников о семьях погибших солдат, обещая содержание родственникам как собственным детям. Реальность обычно была мрачнее. Помощь вдовам зависела от щедрости императора: Михаил I пожертвовал 5 талантов золота жёнам солдат, павших в войне с болгарами, но на сколько человек был разделён его дар неизвестно. Императрица Ирина предоставляла налоговые льготы, если военные повинности с земли не могли исполняться, однако её преемник Никифор, по-видимому, отменил послабление. Тщательное изучение источников может выявить дополнительные детали, но по существу обеспечение семей павших солдат оставалось лишь риторической фигурой.

## Живые и мёртвые

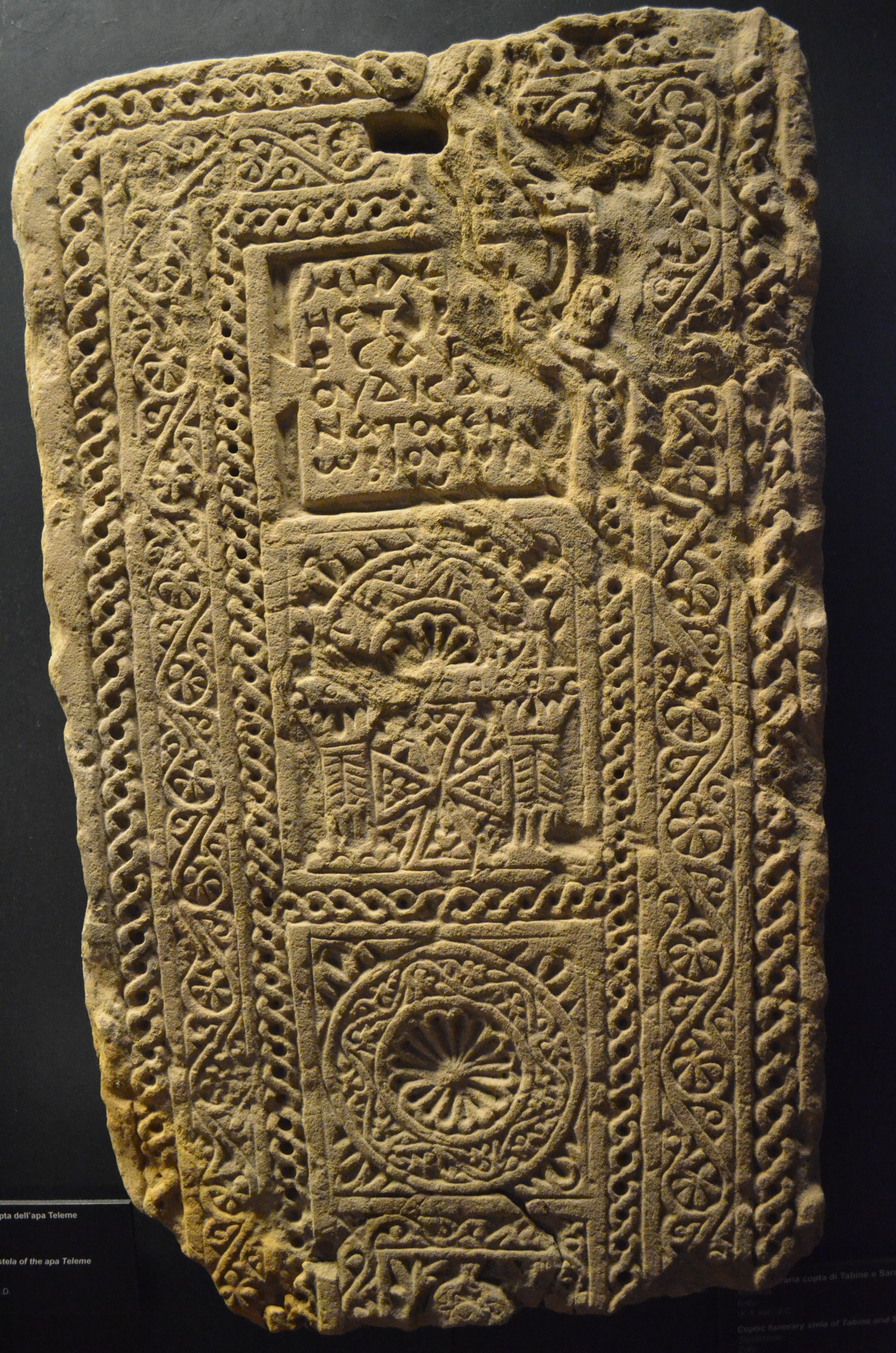
Коптская погребальная стела, Верхний Египет, византийский период. В верхнем квадранте стелы помещена табличка с именами усопших на греческом языке и утешительной надписью, призывающей не скорбеть об отошедших в мир иной, так как все мы смертны в этой жизни.

Согласно радикальной точке зрения, неоднократно высказывавшейся известным византинистом Александром Кажданом, в византийском обществе за пределами нуклеарной семьи были крайне слабо развиты горизонтальные связи. С другой стороны, наличие культурных и поведенческих традиций, сложнообъяснимых с позиций социального атомизма, побуждает исследователей выявлять различные виды общностей. Одной из форм «горизонтальных» общественных объединений, в рамках которых могли быть созданы многочисленные версии «моральных» апокалипсисов, являются различные виды светских побратимств (адельфопоэзис, диакония). В Италии, Египте, Сирии, Палестине, Малой Азии и Греции они часто предоставляли погребальные услуги для своих членов. Будучи аффилированы с церквями, монастырями и чудотворными иконами, братства устраивали ежегодные процессии, богослужения и банкеты в честь своих небесных покровителей. За пределами V—VII веков свидетельства их существования крайне скудны. В нескольких сохранившихся учредительных типиконах братств говорится об устроении похорон как для членов общества, так и для нуждающихся, а также ежегодных поминальных банкетах. Финансирование деятельности осуществлялось за счёт членских взносов; жертвователями многих обществ были императоры. Членами благотворительных обществ были миряне и священнослужители.
Для византийцев сохранение памяти в рамках абсолютного морального обязательства было одной из важных черт жизни после смерти. Поминки воспринимались как отражение взаимных отношений, и Симеон Солунский писал: «мы должны поминать наших ушедших братьев, чтобы и другие потом помянули нас». Пожертвования были призваны гарантировать совершение богослужений, и часто принимали форму пожертвований монастырям. В языческой традиции жертвоприношения мёртвым имели целью успокоение их душ и помешать им возвратиться на землю и нарушить покой живых. Раннехристианская церковь запрещала все погребальные обычаи, напоминающие языческие «суеверия». Поминальные трапезы церковь заменила евхаристией на кладбищенских алтарях, тем самым выражая благодарность Богу по случаю праведной кончины христианина. Идея заступничества живых о мёртвых, не имея богословского основания ни в Ветхом, ни в Новом Завете, находила подтверждение своей действенности в широко распространённых благочестивых историях. Пришедший с Запада рассказ о том, как Григорий Двоеслов отмолил императора Траяна, в переложении псевдо-Иоанна Дамаскина заканчивался просьбой Бога к папе никогда больше не молиться за нечестивцев. Согласно сформулированному в поздний период учению Марка Эфесского о трёх типах душ, молитвы возносятся за всех умерших, а не только за «средних», но с разной эффективностью.
Тело понималось как основа человеческой идентичности, поэтому материальным останкам и памятным предметам приписывалась критическая роль в сохранении памяти о покойном. Британский историк Джудит Херрин отмечает, начиная с VIII века увеличение важности для женских членов Македонской династии заботы о месте упокоения своих родственников. По мнению исследовательницы, перезахоранивая останки, женщины таким образом проявляли политическую инициативу, часто не доступную им иным способом, и демонстрировали ответственность за судьбу династии и сохранения памяти о её представителях. Для простых византийцев память об императорах прошлого имела весьма ограниченное значение. Синаксарь Константинопольской церкви X века, перечисляя разнообразные памятные для города события, такие как осады и землетрясения, указывает не так много дней, памятных в честь императоров и членов их семей. Составивший в XII веке описание церкви Апостолов Николай Месарит перечислил находящиеся в ней 18 могил. Отмечая скупость сохранившихся о захоронениях сведений, Месарит не видит в этом никакой трагедии: «что касается других, почему нам должно быть дело, если память о них погребена в их могилах». В конце средневизантийского периода поминовение членов династии приобрело бо́льший размах благодаря многочисленным пожертвованиям Комнинов на развитие монастырей. Типиконы учреждаемых ими монастырей включали требование к монахам молиться за отпущение грехов императора, императрицы и членов их семьи. Ежегодные службы требовали дорогостоящего освящения, на что выделялась значительная часть доходов монастырей.
Византийское искусство отображало широкий спектр эмоций, но наиболее часто художники обращались к описанию грусти и скорби. Современные исследователи выделяют два периода, Македонский ренессанс в X веке и вторую половину XII века в правление династии Комнинов, когда интерес к изображению человеческих чувств был особенно велик. Согласно предложенной американским византинистом Генри Магуайром (Henry Maguire) классификации, в описании скорби в византийском искусстве можно выделить три обширные категории: проявления с неистовой жестикуляцией, внутренние созерцательные переживания и амбивалентные проявления, которые можно интерпретировать как иные эмоции. Для проявлений первого типа, в большей степени относящейся к переживаниям, связанным со смертью, византийские авторы располагали множеством примеров из античной литературы, начиная со сцены посыпания головы пеплом Ахиллесом, узнавшим о гибели Патрокла до бьющего себя по голове и вырывающего волосы Теагена, скорбящего по Хариклее. В сходных выражениях представляли переживания своих персонажей и более поздние византийские авторы. Вероятно, их описания отражали реальные практики, по крайней мере, это относится к подробному рассказу Анны Комнины о предсмертных мучениях её отца и скорби матери. Некоторые античные авторы критиковали несдержанность в скорби, и Цицерон относил «запущенный вид, царапание щёк, удары в грудь, в бедра, в голову» к унизительным проявлениям. Раннехристианские авторы, для которых такое поведение отражало не столько пренебрежение приличиями, сколько отсутствие веры, также высказывались против излишних переживаний об умерших. Позднее византийские богословы считали, что выражение сильной скорби несовместимо с верой в воскресение из мёртвых. В VIII веке Иоанн Дамаскин пояснял, что раньше человеческий род был проклят и смерть была наказанием, и потому оплакивалась, после же воплощение богочеловека смерть следует понимать как преобразование человеческой природы к бессмертию. Таким образом, в средневизантийский период произведения византийского искусства если и изображают глубокую скорбь с крайними внешними проявлениями, то преимущественно в контексте ветхозаветных сюжетов. В иконографии смерти Христа и успения Богородицы в ранний и средний периоды редко встречаются сцены самоизбиения и вырывания волос, однако встречаются в изображениях на сюжеты об воскрешении сына Наинской вдовы и избиении младенцев. Последние в большей степени относятся к другой традиции, связанной с оплакиванием матерями своих умерших детей.

## Материальные свидетельства

### Демография
До середины XX века вопрос о продолжительности жизни в Византии специально не изучался, и в распоряжении историков были преимущественно нарративные источники. Исходя из них, старость определяется как 50—60 лет, а возраст свыше 70 лет как крайне преклонный. Среди представителей Македонской династии средний возраст составил 59 лет, хотя император Василий II (958—1025) прожил 72 года, а его племянница Феодора — 76 лет. Правившие в XI веке Комнины жили в среднем 61 год (если не принимать в расчёт убитого в возрасте 14 лет императора Алексея II), примерно столько же, сколько и сменившие их Палеологи. Долго жили монахи и святые, достигая иногда столетнего возраста. Начиная с 1970-х годов было проведено несколько масштабных археологических исследования византийских захоронений на территории Греции и Малой Азии. Для мужчин, достигших взрослого возраста, средняя продолжительность жизни составила около 35,5 лет, для женщин примерно на 5 лет меньше. На основе собранного в восточном Средиземноморье эпиграфического материала с надгробий французский историк Эвелин Патлажан установила, что максимум женской смертности приходился на возраст 15—24 лет, что исследовательница связала с осложнениями или последствиями первой беременности и родов. По её данным, до старости доживало 9 % мужчин и 5 % женщин. По данным Ангелики Лаиу для византийской Македонии, 71 % женщин не доживали до 45 лет, и 74 % мужчин умирали до 50 лет.
Уровень детской смертности в Византии сложно оценить. Вероятно, половина детей не доживала до 5 лет. Такая пропорция справедлива как для македонских крестьян в 1300 году, так и для детей государственного деятеля первой половины XV века Димитрия Ласкариса Леонтариса, из 12 детей которого 7 умерли в детстве. После достижения пяти лет шансы на выживание повышались, но смертность продолжала оставаться высокой в любом возрасте.

### Кладбища
Знаменательным изменением в общественном сознании, произошедшим после распространения на территории Римской империей христианства стало появление в городах кладбищ. Законы двенадцати таблиц запрещали хоронить и сжигать умерших в городах; в последний раз запрет был подтверждён при Диоклетиане в 290 году. Каким именно образом произошла его отмена не ясно, и французский византинист Жильбер Дагрон видит здесь зарождение новой христианской антропологии, банализировавшей смерть и десакрализировавшей город. Перемены произошли не внезапно, и раннехристианские авторы, например Григорий Нисский и Иоанн Златоуст выражали то же нерасположение к трупам в городе, что и древние римляне. Вероятно, перемены начались в связи с появлением захоронений мучеников, близость к которым, как считалось, помогала защитить могилу от гробокопателей. В результате первые христианские кладбища формировались вокруг находившихся за городом могил мучеников. Совпадение кладбищ и периферийный церквей считается явлением, пришедшим из римской Африки, распространившимся затем в Испанию и Рим. Законом императора Феодосия I от 381 года (CTh, IX.17.6) определялось, что церкви и прочие части города не могут использоваться в качестве мест захоронения, с оговоренным исключением для останков апостолов и мучеников. Последующее законодательство не внесло дополнительной ясности в вопрос, и император Лев VI (886—912) был вынужден констатировать фактическую отмену законодательных запретов посредством христианского обычая и здравого смысла. Также имели вес социальные соображения о том, что только богатые могли обеспечить транспортировку тел за город, равно как и посещать могилы близких без затруднений. Таким образом, начиная с VII века кладбища появляются в городском пространстве, занимая, например, древнюю агору.
Древние римляне, имея множество обозначений для надгробных памятников и сооружений, не имели специального слова для места их расположения. Позднейшее лат. coemeterium происходит от др.-греч. κοιμητήριον, «спальня» — согласно Иоанну Златоусту, так говорят потому, что захороненные там люди не мертвы, но спят. Кладбища могли быть как подземными (катакомбы), так и наземными (areae). Константинопольские подземные некрополи (hypogaea) состояли из большого числа сводчатых помещений, разделённых украшенными фресками стенами. Древние христианские кладбища, обнаруженные в Африке, представляют собой беспорядочное скопление каменных саркофагов, окружающих посвящённую местному мученику базилику. В поздний период обычные кладбища представляли собой просто ряды могил, ориентированных так, чтобы головы были направлены на восток. Французский историк Ф. Арьес, отмечая лаконичность или полное отсутствие надписей на раннесредневековых могилах, усматривал в переходе от погребения в саркофагах к использованию гробов подчёркнутую анонимность погребения и безразличие к тому, в каком именно месте покоилось в земле тело.
Каноническое право массовые захоронения не разрешало. К числу других известных предписаний относится запрет хоронить мирян на монастырских кладбищах. Существовали особые кладбища для преступников, прежде всего убийц. Язычников на христианских кладбищах не хоронили, но существовали смешанные кладбища, как минимум, в Египте. Захоронение могло принимать форму индивидуальной могилы с установленной поверх плитой, стелой или киворием, аркосолия с саркофагом или мавзолея. Могилу окружали каменной или металлической оградой, рядом устанавливались лампады и иконы.

### Могилы

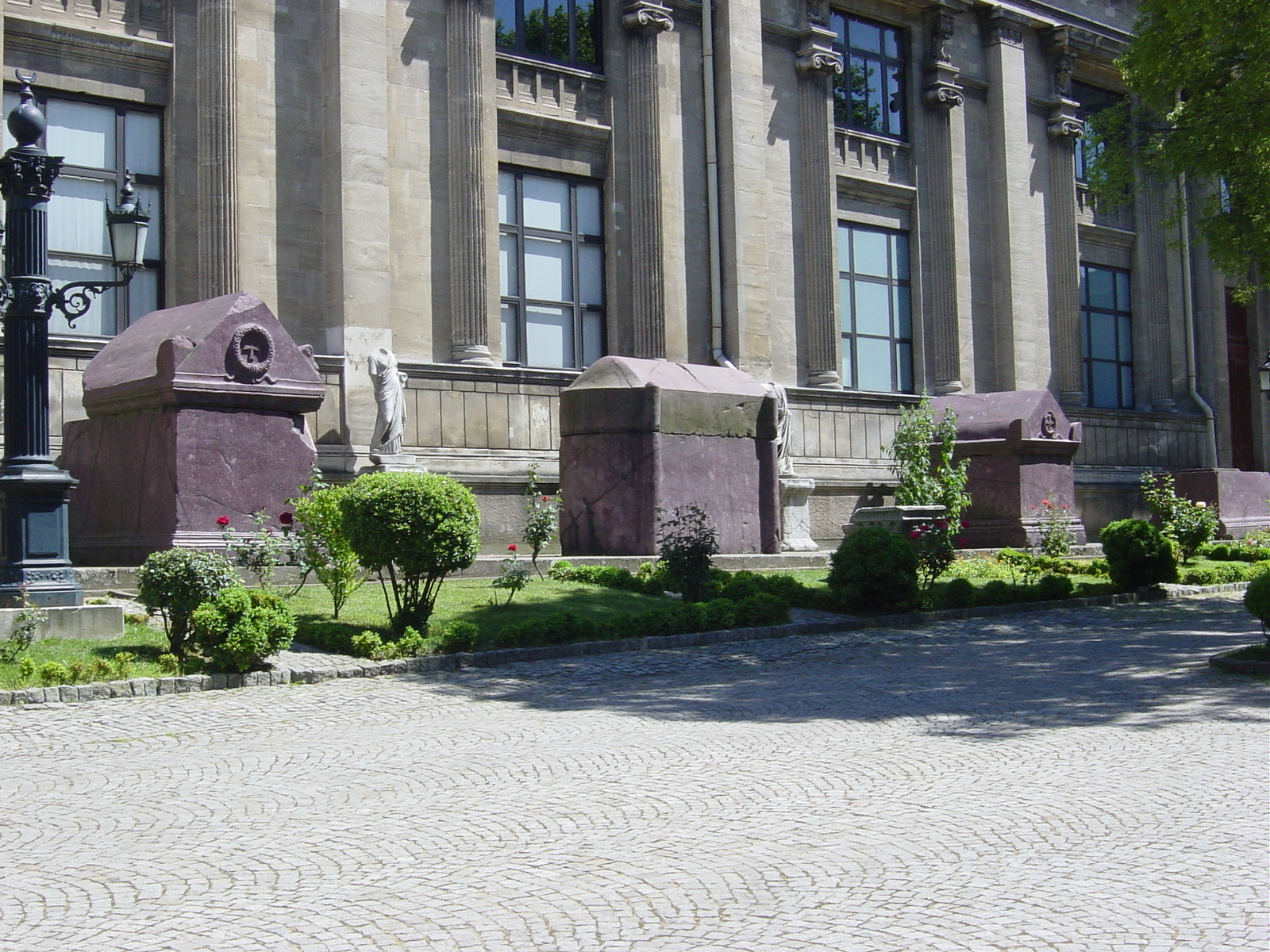
Порфирные саркофаги византийских императоров в Археологическом музее Стамбула

Несмотря на подтверждённый канонами запрет Феодосия I, погребения в церквях всё-таки осуществлялись. Исключение делалось, в первую очередь, для ктиторов и членов их семей, то есть представителей высших слоёв общества. Относительно хорошо сохранились захоронения внутри церквей позднего периода. В условиях постоянного падения доходов церкви и монастыри охотно соглашались брать на себя заботу о могилах состоятельных благотворителей. Аркосолий, языческая погребальная форма, адаптированная христианами в ранневизантийский период, сохранял популярность и в последующие столетия благодаря возможности организовать внутри церкви богато декорированное пространство. В поздний период погребальные ниши устраивали как в новых пристройках, так и в перестроенных существующих. Ниши часто украшались фресками с изображением усопшего и его семьи, общающимися с Христом, святыми и Богородицей. В ранний период использовались преимущественно монолитные саркофаги со сдвигаемой крышкой, начиная с XIII века — сборные, составленные из частей старых изделий, с обновлённой резьбой. Переход к составным саркофагам сделал их использование в качестве контейнера для тела затруднительным, и потому захоронение осуществлялось в запечатанную камеру под полом церкви, а панели саркофага оставались на виду и несли символическую функцию. Помимо посвятительных надписей, традиционными декоративными элементами саркофагов были растительные орнаменты, мифологические животные и птицы; в поздний период чаще стали появляться портреты умершего и святых. Возможным объяснением изменению отношения к человеческим изображениям может служить возросший интерес к античным скульптурным портретам, проявившийся в ходе масштабной программы реконструкции Константинополя после отвоевания его у латинян в 1261 году, хотя нельзя исключать и влияния занесённого крестоносцами романского и готического искусства.
Из сохранившихся к настоящему времени саркофагов византийских императоров четыре находятся во дворе стамбульского Археологического музея, два в церкви Святой Ирины и один в мечети Нуруосмание.
Наличие многочисленных литературных описаний, связанных со смертью ритуалов, порождает вопрос об их достоверности. Особенно остро проблема стоит применительно к сельской местности. Изучавший погребальные обычаи римского и византийского населения Коринфского перешейка американский археолог Джозеф Райф (Joseph L. Rife) обозначил следующие трудности: однородность литературных источников, скрывающая реально существовавшее разнообразие погребальных практик и форм; риторическая природа имеющихся источников, затрудняющая их фактологический анализ; отображение в литературных источниках представлений, свойственных образованной части общества, в то время как погребальные практики существенно зависели от социальных и идеологических факторов. Дополнительным источником сведений могут служить современные греческие ритуальные практики, но применимость этнографической аналогии в данном случае спорна. Археологические данные относятся преимущественно к последней стадии похоронного ритуала и позволяют сделать некоторые выводы о реальных погребальных практиках. Так, исследования в районе стены Гексамилион выявили, что во многих случаях одна и та же могила могла использоваться для захоронений от 50 до 100 лет. В процессе подготовки захоронения ранее помещённые в гробницу тела иногда извлекались для создания дополнительного места, а затем аккуратно помещались обратно, с сохранением ориентации черепа на восток. Вероятно, в одной могиле хоронили членов только одной семьи. В письменных источниках византийской эпохи описание устройства могил (др.-греч. τάφοι) не встречается, но археологические данные позволяют выделить не менее четырёх их типов. Могильные камни могли быть орнаментированы крестами, в мавзолеи и аркосолии помещали иконы и лампады.